# Lousada
Lousada est une municipalité (en portugais : concelho ou município) du Portugal, située dans le district de Porto et la région Nord.

## Géographie
Lousada est limitrophe :
- au nord, de Vizela,
- au nord-est, de Felgueiras,
- à l'est, d'Amarante,
- au sud, de Penafiel,
- au sud-ouest, de Paredes,
- à l'ouest, de Paços de Ferreira et Santo Tirso.

## Démographie
| 1801  | 1849   | 1900   | 1930   | 1960   | 1981   | 1991   | 2001   | 2004   |
| ----- | ------ | ------ | ------ | ------ | ------ | ------ | ------ | ------ |
| 4 412 | 10 550 | 16 539 | 19 436 | 27 947 | 37 904 | 42 502 | 44 712 | 46 322 |

| 2011   | - | - | - | - | - | - | - | - |
| ------ | - | - | - | - | - | - | - | - |
| 47 387 | - | - | - | - | - | - | - | - |

## Subdivisions
La municipalité de Lousada groupe 25 paroisses (freguesia, en portugais) :
- Alvarenga
- Aveleda
- Boim (Lousada)
- Caíde de Rei
- Casais
- Cernadelo
- Covas
- Cristelos (Lousada)
- Figueiras
- Lodares
- Lustosa
- Macieira
- Meinedo
- Nespereira
- Nevogilde
- Nogueira
- Ordem
- Pias
- Santa Margarida de Lousada
- Santo Estêvão de Barrosas
- São Miguel de Lousada
- Silvares (Lousada)
- Sousela
- Torno
- Vilar do Torno e Alentém